# キルゴール
キルゴール（英語: Kilgore）は、アメリカ合衆国テキサス州東部に位置する都市。1930年の石油発見で「世界一豊かな1エーカー」として知られ、全米初の精密ダンスチーム「レンジャレッツ」の本拠地として発展した教育文化都市である。

## 地理と気候
- 位置: ダラスから東へ200 km、タイラーから北西へ40 km
- 地形: ロングリーフ松林に囲まれた丘陵地帯
- 気候: 温暖湿潤気候（Cfa）
- 年間降水量: 1,200 mm
- 降雪は稀（年0-2日）

## 歴史

### 石油ブーム以前 (1872-1930)
1872年、国際鉄道グレートノーザンの駅として設立。創設者コンスタンティン・バックリー・キルゴールに因んで命名。綿花産業中心の町として発展したが、世界恐慌で人口500人まで減少。

### 石油発見と経済転換 (1930-1945)
1930年10月3日、ダッド・ジョイナーがイーストテキサス油田を発見：
- 世界一豊かな1エーカー: 1ブロック（1.2エーカー）に24本の油井が密集
- 人口急増: 1年で500人→12,000人
- 1942年完成の「ビッグ・インチ」パイプラインが連合軍の石油供給を支えた

### 戦後の発展
- 1935年: キルゴール・カレッジ創立
- 1940年: 世界初の精密ダンスチーム「レンジャレッツ」誕生
- 1986年: テキサス・シェイクスピア・フェスティバル開始
- 2016年: テキサス東部最大のオクトーバーフェスト開催

## 経済
| 産業       | 割合 |
| ---------- | ---- |
| エネルギー | 38%  |
| 製造業     | 29%  |
| 教育・医療 | 22%  |
| 小売業     | 11%  |

- エネルギー産業: 現役の油井350本、日産原油15,000バレル
- 製造業: マーティン・スプロケット、テレックス等が進出
- 教育経済: キルゴール・カレッジが地域最大の雇用主
- 観光: 年間50万人が訪れる（主な見所）：
- イーストテキサス石油博物館
- レンジャレッツ公演
- テキサス・バルーン・レース

## 文化と教育

### 主な文化施設
- キルゴール・カレッジ・レンジャレッツ:
- 世界初の女性精密ダンスチーム（1940年創設）
- 年間100回以上の公演（マシーズ・サンクスギビング・デイ・パレード含む）
- 日本公演実績（1995年、2010年）
- テキサス・シェイクスピア・フェスティバル: 夏季の屋外劇フェス
- キルゴール映画祭: 独立系映画を紹介

### 教育機関
- キルゴール独立学区:
- 小学校4校、中学校2校
- キルゴール高等学校（生徒数1,200人）
- 高等教育:
- キルゴール・カレッジ（学生数5,000人）
- 看護学プログラムが有名
- 日本の国際教養大学との交換留学制度

## 交通
- 空港:
- イーストテキサス地域空港（KTXK）: ダラス直行便（1日3便）
- タイラー・ポウンズ地域空港（KTYR）
- 鉄道: ユニオン・パシフィック鉄道貨物線
- 道路: 州間高速道路20号線が市内通過

## 日本人向け情報
- 安全情報: 犯罪率は全米平均の1/3（FBI統計）
- 日本語サービス:
- キルゴール・カレッジに日本語学習コース
- 石油博物館に日本語音声ガイド
- 日本食: 市内に寿司店2店舗、アジア食材店1店舗
- 年間イベント:

| 時期 | イベント                         | 見所                   |
| ---- | -------------------------------- | ---------------------- |
| 4月  | 桜祭り                           | 日本人コミュニティ主催 |
| 7月  | テキサス・シェイクスピア祭       | 屋外劇公演             |
| 10月 | キルゴール・オクトーバーフェスト | ドイツ系文化体験       |
| 11月 | バルーン・レース                 | 熱気球競技             |

## 著名な出身者
- メアリー・ラヴィン - プロゴルファー
- ロイ・オービソン - ミュージシャン（少年期を過ごす）
- ジム・スターリング - アメリカンフットボール選手